# Нумерологія

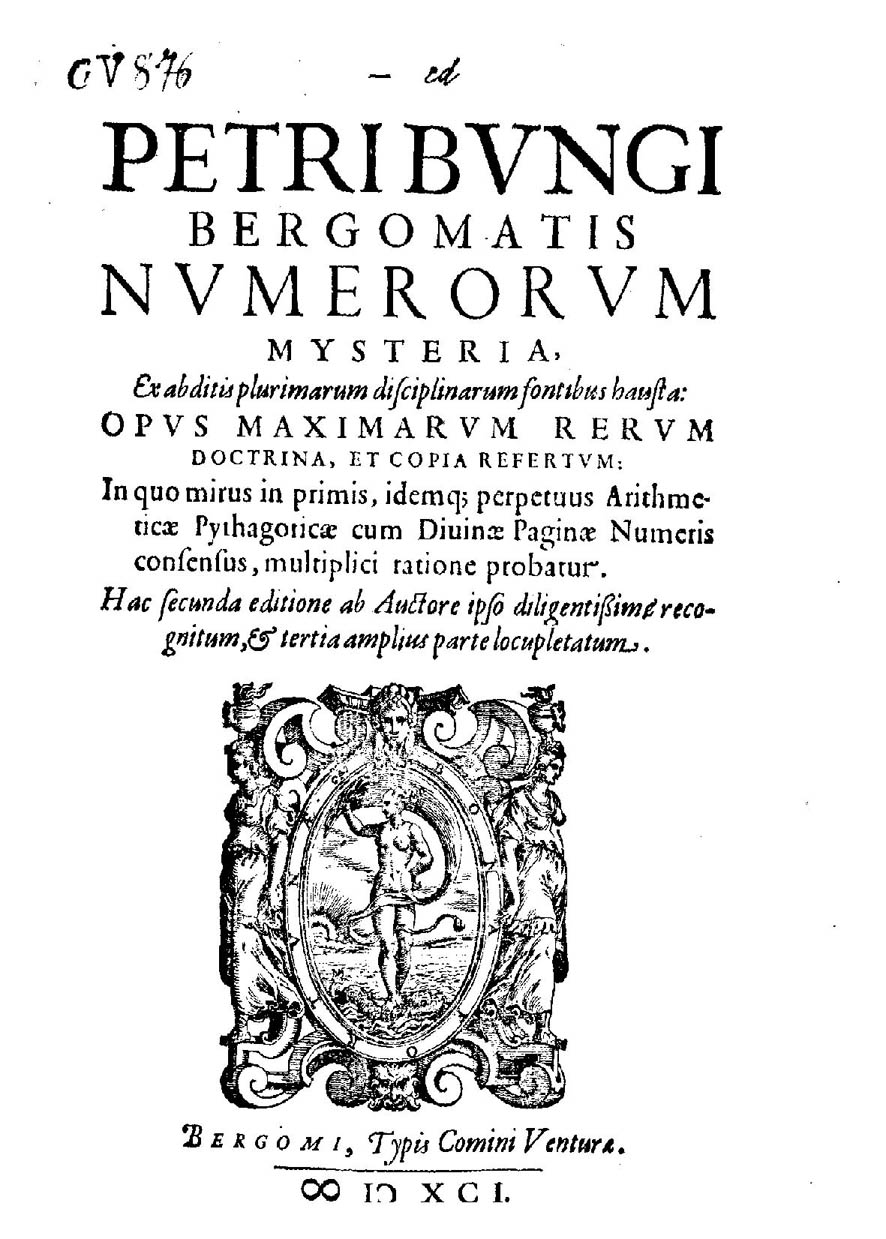
Pietro Bongo, Numerorum mysteria, 1591

Нумероло́гія — псевдонаука, сукупність вірувань та практик, які приписують числам певні властивості, залежно від культурного чи історичного контексту.

## Короткий опис
У нумерології усі числа можуть бути зведені до одиничних розрядів, які відповідають певним окультним характеристикам, що нібито впливають на життя людини. Тобто в певній нумерологічній системі за кожним однозначним числом закріплені певні властивості, поняття та образи. Нумерологією користуються при аналізі характеру людини, намагаючись таким чином визначити характер, природні обдарування, сильні та слабкі сторони, передбачити майбутнє, вибрати краще місце для життя, роботи, вирахувати найсприятливіший час для прийняття рішень і для дій. Деякі люди послуговуються нумерологією, щоб вибрати собі партнерів — у бізнесі, шлюбі, а також в товаристві.
Деякі прихильники теорій змови надають числам особливого значення (пор. значення числа 23 в романах «Іллюмінатус!»)
У США нерідко й досі пропускають число 13 при нумерації поверхів, тринадцятий поверх позначається як 12а або зразу 14. Часом опускання «нещасливого» числа 13 можна зауважити і в літаках чи на пароплавах, так само й у лікарнях часто відсутня палата № 13. У столиці Нової Зеландії Веллінгтоні на тринадцятих поверхах будинків часто розташовані адміністративні служби, оскільки оренда приміщень для фірм чи приватних осіб досить проблематична лише через «нещасливий» номер.
Так само певні цифри (числа) можуть уважатися «щасливими»: в серпні 2020 року телефонний номер із п'ятьма цифрами «вісім» був куплений на китайському онлайн-аукціоні за ¥2,25 млн ($324 тисячі). У пекінському діалекті вимова цифри «вісім» (кит. 八, пін. bā) співзвучна першому складу у слові «розбагатіти» (кит. 发财, пін. fācái).
Часом, прихильники нумерології висувають твердження, що певні символічні числа відтворюють природні закономірності світобудови чи окремих реальних структур природного світу, ба навіть уможливлюють передбачення і пояснення певних подій. Такі твердження можна перевірити лише науковим шляхом, насамперед за допомогою статистичних методів. У більшості випадків дані нумерології є надто неточними і не підтверджуються дослідним шляхом. Нумерологія як псевдонаука має наукоподібну форму, але не відповідає критеріям наукової теорії. Так, наприклад, нумерологічні прогнози можуть стосуватися надто великого числа майбутніх подій, отже нумерологічні гіпотези в цьому випадку є надто розпливчастими й неточними, вони мають занадто мало обмежень, які можна було б перевірити емпіричним (дослідним) шляхом.
Нідерландський астрофізик Корнеліс де Ягер виступив з фундаментальною критикою гіпотез, в яких ненауковим чином поєднуються астрофізичні та геофізичні дані і які пропонують висновки про приховану символіку чисел у таких давніх спорудах, як, наприклад, Піраміда Хеопса. Такими є зокрема твердження так званої «пірамідології». За Корнеліусом де Ягером, достатньо простенької комп'ютерної програми, аби знайти комбінації чисел, що створюватимуть враження своєї невипадковості. Аби проілюструвати свою тезу, де Ягер запропонував пародійний приклад вигаданої ним «велосипедософії», яку він обґрунтовує за допомогою позірних «прихованих відповідностей» між параметрами власного велосипеда (діаметр деяких деталей) та фізичними константами, зокрема, гравітаційною сталою.
Особливе місце посідає дата народження. Нумерологи ввжають, що вона може стати ключем до розуміння внутрішніх конфліктів, повторюваних помилок і головних викликів, які супроводжують вас протягом життя. 

## Історія
Незважаючи на те, що нумерологія здобула велику популярність порівняно недавно, вона має досить давнє походження. Так, в древніх алфавітах (наприклад, в давньоєврейському) букви використовувалися для запису чисел, маючи тому числові значення.
Зараз неможливо точно встановити, коли саме зародилася нумерологія, з тієї причини, що в давнину (в Вавилоні, Індії, Єгипті, Греції та Римі) такої окремої галузі знання не було. У ті часи філософ і математик без проблем розуміли один одного і не мислили своєї науки відокремленими один від одного непроникними бар'єрами. Тому одні й ті ж вчені вивчали числа з точки зору і філософії, і математики. Платон, Аристотель вимагали від своїх учнів впевненого володіння математикою, а більшість математиків давнину були добре знайомі з філософією свого часу.

### Положення Піфагора
Основні положення нинішнього варіанту західної нумерології були розроблені в VI столітті до н. е. давньогрецьким філософом і математиком Піфагором, який об'єднав математичні системи арабів, друїдів, фінікійців і єгиптян з науками про природу людини.
Піфагор народився близько 570 р до н. е., багато подорожував по Єгипті, Нововавилонському царстві та інших країнах і, повернувшись, заснував у південній Італії особливе філософське товариство. У цьому суспільстві, або піфагорейській школі, вивчалися науки, особливо арифметика, геометрія і астрономія, і були зроблені найважливіші відкриття. Піфагор відкрив, що чотири відомих у той час музичних інтервали можна виразити пропорціями між цифрами від 1 до 4. Якщо чотири ноти можуть бути виражені цифрами, вважав Піфагор, то, ймовірно, все суще також може бути виражене числами.

### Нумерологія в Каббалі
Особливу важливість нумерологія отримала в Каббалі, де її різновид відомий під назвою ґематрія.
Кабалісти розширили піфагорову концепцію, використовуючи числа в магічних квадратах для різних цілей. З відкриттям у XIX столітті вченими природи світла, електрики і магнетизму, старовинні окультні значення, приписувані числах, стали приписувати і вібраціям енергії (квант).
Сучасна нумерологія віддає перевагу спрощеному числовому і алфавітному коду, заснованому на теоріях Піфагора.

### Скорочення чисел до цифр
Для скорочення великих чисел в елементарні розроблені різні системи. Найпростіший і популярний метод отримання з чисел цих цифр — скласти всі десяткові розряди цього числа, потім, якщо утвориться 10 або більше, скласти і ці цифри, Цей процес продовжують доти, поки не отримають елементарне число від 1 до 9 (у деяких варіантах нумерологічних розрахунків двозначні числа 11 і 22, також звані пануючими, не скорочуються до однозначних). Такому «аналізу» можуть бути піддані будь-які числа: дата народження, номер телефону, номер квартири, тощо. Математично ця процедура еквівалентна поділу вихідного числа по модулю на 9.
З нумерологічної точки зору, час рухається по нескінченно повторюваним циклам від 1 до 9. У рамках століть і декад кожен новий рік приносить з собою нове число. Дні і місяці всередині року також можуть бути розділені на цикли.